# Стажно
Стажно (пол. Starzno) — село в Польщі, у гміні Кочала Члуховського повіту Поморського воєводства.
Населення — 145 осіб (2011).
У 1975-1998 роках село належало до Слупського воєводства.

## Демографія
Демографічна структура станом на 31 березня 2011 року:
|          | Загалом | Допрацездатний вік | Працездатний вік | Постпрацездатний вік |
| -------- | ------- | ------------------ | ---------------- | -------------------- |
| Чоловіки | 73      | 12                 | 51               | 10                   |
| Жінки    | 72      | 11                 | 49               | 12                   |
| Разом    | 145     | 23                 | 100              | 22                   |